# Antonio Márquez (bailaor)
Antonio García Santillana, más conocido como Antonio Márquez (Sevilla, 24 de mayo de 1963), es un bailarín y coreógrafo español, del género flamenco.

## Trayectoria
Constituye unos de mejores representante masculino de la danza española de finales del siglo XX y principios del siglo XXI, aunque su registro abarcan también tanto la sensualidad y desgarro del flamenco, como la expresividad dramática de la composición contemporánea.
De su versatilidad es muestra la interpretación de personajes tan distintos como Jason en Medea o el molinero en El sombrero de tres picos, así como sus actuaciones en "Don Juan"; "Hamlet"; "Don José"; "La Oración del Torero"; "Ritmos"; "Zapateado", "Medea", etc.
Tras una carrera como Primer Bailarín en el Ballet Nacional de España, y colaboraciones como artista invitado en Galas de Estrellas y en compañías de renombre internacional,  creó su propia compañía con la que debutó en 1995 en el Teatro de la Maestranza de Sevilla.
Antonio Márquez participó con su compañía en la inauguración del Teatro Real de Madrid, interpretó la película "La Traviata en París" de Giuseppe Patroni Griffi dirigida por Zubin Mehta y ha producido, entre otras muchas, las coreografías de las óperas "Carmen", "La Traviata", "El Barbero de Sevilla","Don Quijote", etc., para ópera de Montecarlo, ópera nacional de París, Ópera Nacional de Hungría, ópera Nacional de Grecia.

## Premios
Entre los premios recibidos destacan: 
- Premio Nureyev (1997, Italia)
- Profesional de la Danza Más Valorado (1998, España)
- Mejor Bailarín Extranjero (1999, Hungría)
- Premio Nizhinski al Mejor Espectáculo: Zapateado (Italia, 2000)
- Premio al Mejor Espectáculo del Festival de Jerez: Después de Carmen (España, 2000)
- Premio Nacional de Danza Cultura Viva (España, 2001)
- Primer Premio del Festival Internacional de Danza de Jerez: Boda Flamenca (España 2003).
- Premio de la Crítica al Mejor Espectáculo del Festival de Jerez: El sombrero de tres picos y Bolero (España 2005)
- Premio Positano “Leonid Massine” per l´arte della danza a Antonio Márquez “anche il Flamenco a la sua Stella” (Italia 2005).
- Premio Tanit de la Conseill de Ibiza y Formentera. (España 2006)
- Premio APDE 2008